# Jon Persson (fotbollsspelare)
Jon Persson, född 31 maj 1976 i Borlänge, är en svensk före detta fotbollsspelare, försvarare.
Persson kom till Djurgårdens IF inför säsongen 1997. Säsongerna 1997 och 1998 låg laget i Division 1 Norra. Till säsongen 1999 hade laget kvalificerat sig för Allsvenskan och där blev det bara 11 matcher. 
Djurgården åkte ur Allsvenskan samma år och Jon Persson bytte klubb till Brommapojkarna. Säsongerna 2000 och 2001 spelade Brommapojkarna i Division 2 Östra Svealand - dåvarande tredjedivisionen. Säsongerna 2002 till och med 2006 var det spel i Superettan, där man under 2006 knep kvalplatsen till Allsvenskan där laget vann dubbelmötet mot BK Häcken. Därmed blev det allsvensk comeback för Jon Persson men laget åkte ur efter den säsongen. Sejouren i superettan blev ettårig då laget direkt tog steget upp i finrummet och säsongen 2009 slutade man 9:a i allsvenskan, säsongen blev den sista. Totalt har Jon Persson spelat 44 allsvenska matcher och gjort 6 mål i dessa. Persson var lagkapten i BP från säsongen 2002 till sin sorti 2009.
I Djurgården gick Jon Persson under smeknamnet "Kanon-Jon".[källa behövs]

## Karriärstatistik
| Klubb             | Säsong         | Division                  | Matcher | Mål |
| ----------------- | -------------- | ------------------------- | ------- | --- |
| Djurgårdens IF    | 1997           | Division 1 Norra          | 25      | 4   |
| Djurgårdens IF    | 1998           | Division 1 Norra          | 25      | 2   |
| Djurgårdens IF    | 1999           | Allsvenskan               | 11      | 1   |
| Djurgårdens IF    | Totalt         | Totalt                    | 61      | 7   |
| IF Brommapojkarna | 2000           | Division 2 Östra Svealand | 19      | 0   |
| IF Brommapojkarna | 2001           | Division 2 Östra Svealand | 21      | 1   |
| IF Brommapojkarna | 2002           | Superettan                | 27      | 0   |
| IF Brommapojkarna | 2003           | Superettan                | 29      | 0   |
| IF Brommapojkarna | 2004           | Superettan                | 26      | 0   |
| IF Brommapojkarna | 2005           | Superettan                | 28      | 1   |
| IF Brommapojkarna | 2006           | Superettan                | 28      | 0   |
| IF Brommapojkarna | 2007           | Allsvenskan               | 18      | 3   |
| IF Brommapojkarna | 2008           | Superettan                | 26      | 3   |
| IF Brommapojkarna | 2009           | Allsvenskan               | 15      | 2   |
| IF Brommapojkarna | Totalt         | Totalt                    | 237     | 10  |
| Hela karriären    | Hela karriären | Hela karriären            | 298     | 17  |